# 狮子山站 (成都市)
狮子山站位于成都市锦江区菱窠路和劼人路路口，是成都地铁7号线的地下岛式站台车站，因老地名“狮子山”而得名，于2017年12月6日启用。本站土建部分的施工方为中铁九局集团有限公司四公司。

## 车站结构

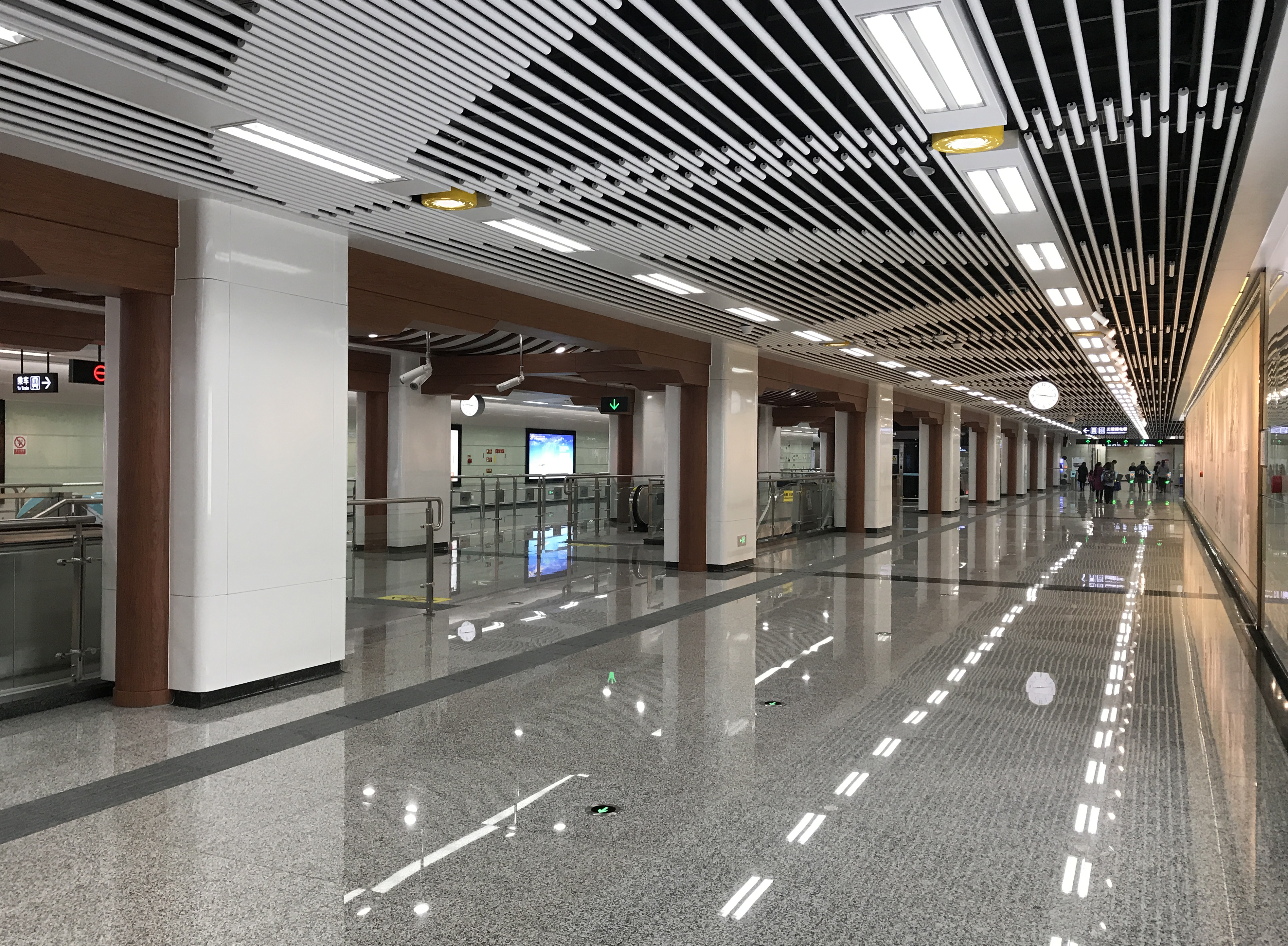
站厅层
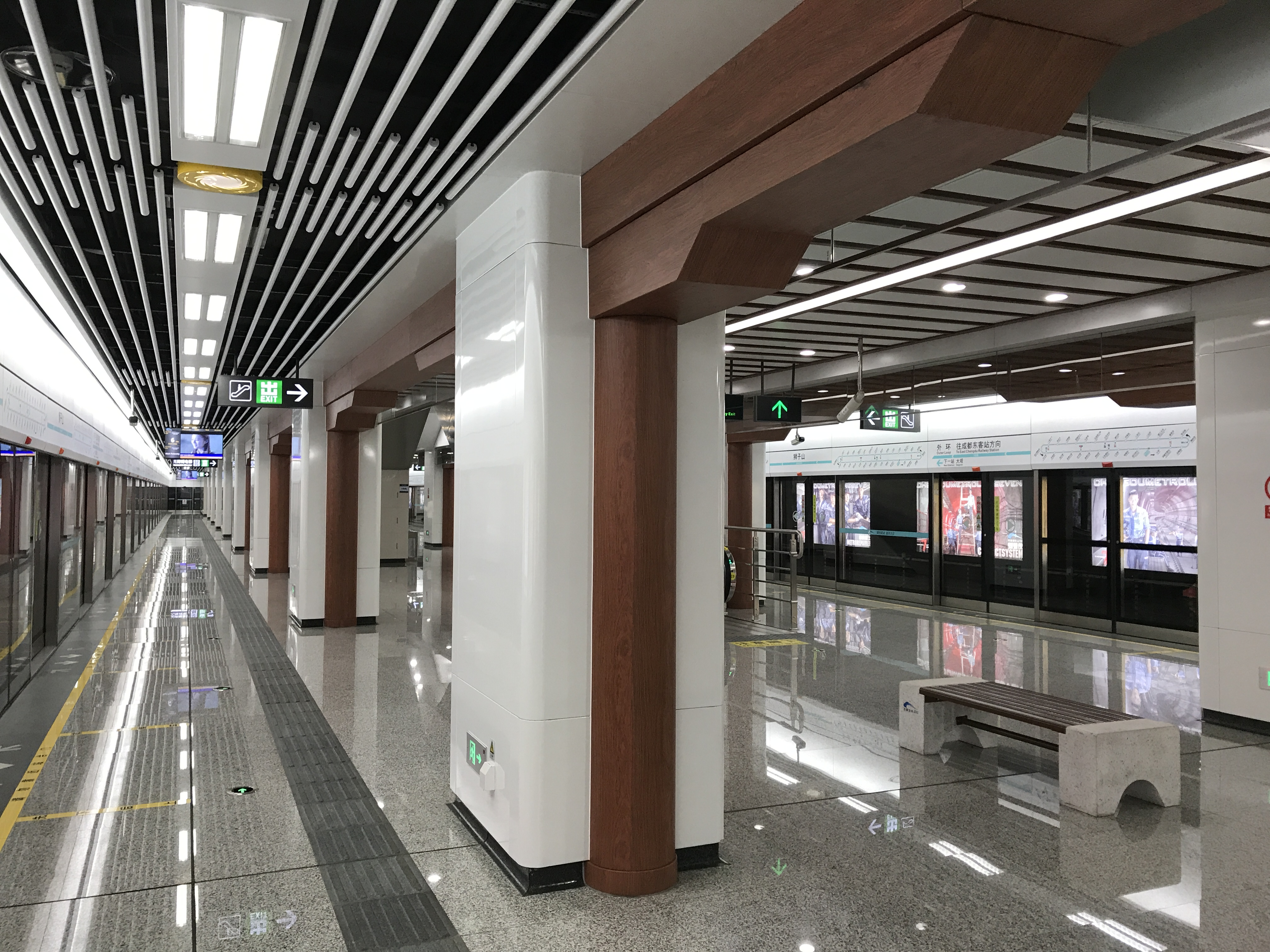
站台层

狮子山站为地下两层岛式站台车站。
| 地面      |                                | 出入口                     |  |
| 地下 一层 | 站厅层                         | 安检、售票机、站内商店     |  |
| 地下 二层 |                                | 7号线列车外环方向 （大观） |  |
| 地下 二层 | 岛式站台，左边车门将会开启     |                            |  |
| 地下 二层 | 7号线列车内环方向 （四川师大） |                            |  |

- 站厅层
- 站台层

## 内装与公共艺术
本站为7号线8座重点艺术站之一。
车站靠近成都著名作家李劼人故居——菱窠，故在空间装饰设计上，个性区天花结合建筑结构特点，呈现出典型的川西民居房顶造型；柱头顶部以菱窠故居木质连廊为造型元素，在表达地域文化特色的同时，也注重空间通透性的氛围营造。

### 艺术墙《如椽巨笔》
内容为李劼人生平简介，以及体现李劼人经典三部曲（《死水微澜》、《暴风雨前》及《大波》）的插画，以描述从甲午战争到辛亥革命间的成都社会各阶层的斗争及社会波澜壮阔的发展变迁。

## 出入口信息
本站目前开放5个出入口。
| 出口编号     | 设施         | 地点   | 可到达目的地                     |
| ------------ | ------------ | ------ | -------------------------------- |
|              |              |        |                                  |
|              | 无障碍卫生间 | 劼人路 | 四川邮电职业技术学院、李劼人故居 |
| 出口 · A · 2 |              | 劼人路 | 菱窠路小学                       |
| 出口 · B     |              | 菱窠路 | 嘉和园西区                       |
| 出口 · C     | 无障碍电梯   | 菱窠路 | 四川师范大学狮子山校区           |
| 出口 · D     |              | 劼人路 | 嘉和园、成都沙河堡医院           |

## 公交换乘
332路；332A路；1014路；1042路；1046路

## 大事记
- 2013年9月24日，车站开工建设[4]；
- 2013年11月8日，所在路段开始交通禁行[5]；
- 2016年3月28日，主体工程实体验收[6]；
- 2017年12月6日，车站正式启用[1]。